# Grisaglia (tessuto)

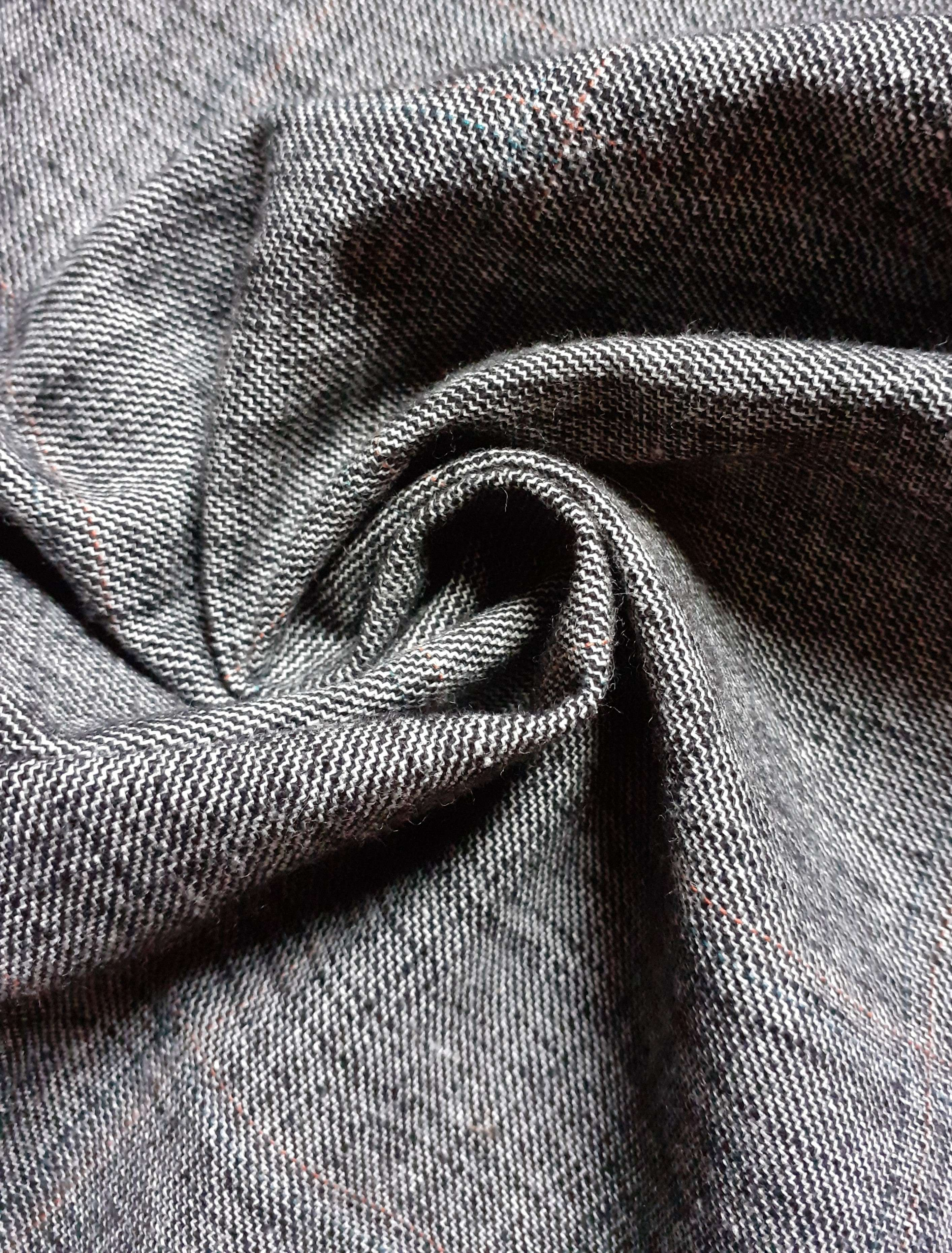
Tessuto di grisaglia

La grisaglia (detta sharkskin nei paesi anglosassoni) è un tessuto in lana pettinata ad armatura saia o batava.
Il nome deriva dal francese grisaille che a sua volta proviene da gris (grigio), ed è inteso come metodo per mettere in risalto le sfumature dei grigi che caratterizza questo tipo di tessuto.
Il tessuto viene impiegato per la realizzazione di completi maschili e pantaloni. La scelta dell'abito in grisaglia per l'uomo risale al XVIII secolo, quando, in Inghilterra l'abbigliamento maschile si iniziò a differenziare da quello femminile proprio per l'uso di una gamma ridotta dei colori.

## Caratteristiche
Il tessuto è costituito dall'alternanza di un filo chiaro e un filo scuro che crea un susseguirsi di righe diagonali. La grisaglia classica è bianca e nera, dalla cui mescolanza risulta il grigio, in una vasta gamma di sfumature di colore.
Il suo peso può variare generalmente tra i 230 ai 430 g/m2.